# Белецкий, Виктор Николаевич
Ви́ктор Никола́евич Беле́цкий (1928 — 1998) — советский дипломат. Чрезвычайный и полномочный посол.

## Биография
Член ВКП(б). Доктор исторических наук. На дипломатической работе с 1954 года.
- В 1954—1958 годах — сотрудник посольства СССР в Австрии.
- В 1958—1961 годах — сотрудник центрального аппарата МИД СССР.
- В 1961—1968 годах — сотрудник, советник посольства СССР в ГДР.
- В 1969—1972 годах — сотрудник центрального аппарата МИД СССР.
- В 1972—1974 годах — советник посольства СССР в ГДР.
- В 1974—1978 годах — советник-посланник посольства СССР в Чехословакии.
- В 1978—1980 годах — проректор по научной работе Дипломатической академии МИД СССР.
- В 1980—1982 годах — советник-посланник посольства СССР в ГДР.
- С 3 июня 1982 по 26 февраля 1985 года — чрезвычайный и полномочный посол СССР в Нидерландах[1].

Умер в 1998 году. Похоронен в Москве на Кунцевском кладбище.

## Семья
Мама: Белецкая Нина Акимовна (1903—1976).
Первая жена: Белецкая Нина Георгиевна (1927—2017).
Дети от первого брака: Белецкий Владимир Викторович и Белецкая Наталья Викторовна.
Внуки: Пятина Анна Владимировна, Пятина Юлия Владимировна и Белецкий Андрей Владимирович.
Вторая жена и вдова Белецкого Римма, а также двое её детей от второго брака исчезли весной 2013 года в Москве при невыясненных обстоятельствах. Предположительно, исчезновение могло быть связано с конфликтом вокруг особняка на Рублёвском шоссе, принадлежащего Белецким. В марте 2016 года сотрудниками Следственного комитета России была оглашена версия, что Белецкая и её дети стали жертвами убийства.

## Награды
- Орден Белого льва II степени (19 сентября 1973, ЧССР)[5]